# فوتوریسم روسی

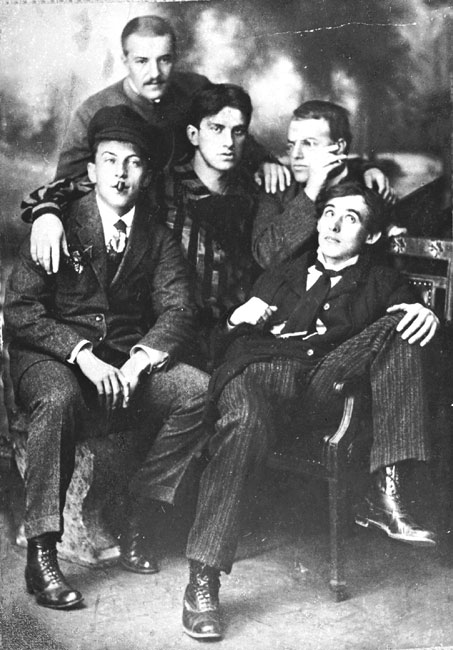
عکس گروهی از برخی از فوتوریست‌های روسی، منتشر شده در مانیفست آنها با عنوان «یک سیلی به صورت ذائقهٔ عمومی». از چپ به راست: الکسی کروچیونیخ، ولادیمیر بورلیوک، ولادیمیر مایاکوفسکی، دیوید بورلیوک و بندیکت لیوشیتس.

فوتوریسم روسی اصطلاحی کلی برای جنبشی از شاعران و هنرمندان روسی است که اصول «مانیفست فوتوریسم» فیلیپو مارینتی را اتخاذ کردند، که از پس‌زدن گذشته و تجلیل از سرعت، ماشین‌آلات، خشونت، جوانی، صنعت، شهرنشینی، تخریب آکادمی‌ها و موزه‌ها و همچنین از مدرنیزاسیون و جوان‌سازی فرهنگی حمایت می‌کرد.
فوتوریسم روسی تقریباً در اوایل دهه ۱۹۱۰ آغاز شد؛ در سال ۱۹۱۲، یک سال پس از شروع اگو-فوتوریسم، گروه ادبی «هیلیا» (Hylea)- که «Guilée" و «Gylea» نیز نوشته می‌شود - مانیفست «یک سیلی به صورت ذائقهٔ عمومی» را منتشر کرد. جنبش ۱۹۱۲ در ابتدا کوبوفوتوریسم نامیده می‌شد، اما اکنون این اصطلاح برای اشاره به سبک هنری تولیدشده استفاده می‌شود. فوتوریسم روسی اندکی پس از انقلاب روسیه در سال ۱۹۱۷ پایان یافت، پس از آن فوتوریست‌های سابق روسی یا کشور را ترک کردند یا در جنبش‌های هنری جدید شرکت کردند.
فوتوریست‌های برجستهٔ روسی عبارتند از ناتالیا گونچاروا، میخائیل لاریونوف، دیوید بورلیوک، کازیمیر مالویچ، ولادیمیر مایاکوفسکی و ولیمیر خلبنیکوف.

## سبک
این مانیفست «زیبایی سرعت» و ماشین را به عنوان زیبایی‌شناسی جدید ستایش می‌کرد. مارینتی «زیبایی سرعت» را اینگونه توضیح داد که «یک اتوموبیل غرشگر زیباتر از پیروزی بالدار است» و با این کار، حرکت به سوی آینده را بیشتر مورد تأکید قرار داد. اشکال هنری مختلف به شدت تحت تأثیر جنبش فوتوریسم روسی در روسیه قرار گرفتند و تأثیرات آن در سینما، ادبیات، تایپوگرافی، سیاست و تبلیغات دیده می‌شود. جنبش فوتوریسم روسی در اوایل دهه ۱۹۲۰ از بین رفت.

## نام
در ابتدا اصطلاح «فوتوریسم» مشکل‌ساز بود، زیرا آنها را بیش از حد به یاد رقبایشان در ایتالیا می‌انداخت؛ با این حال، در سال ۱۹۱۱، گروه «اگو-فوتوریست» آغاز به کار کرد. این اولین گروه از جنبش فوتوریسم روسی بود که خود را «فوتوریست» می‌نامیدند؛ کمی بعد، بسیاری از فوتوریست‌های دیگر نیز از این اصطلاح استفاده کردند.

## خاستگاه‌ها

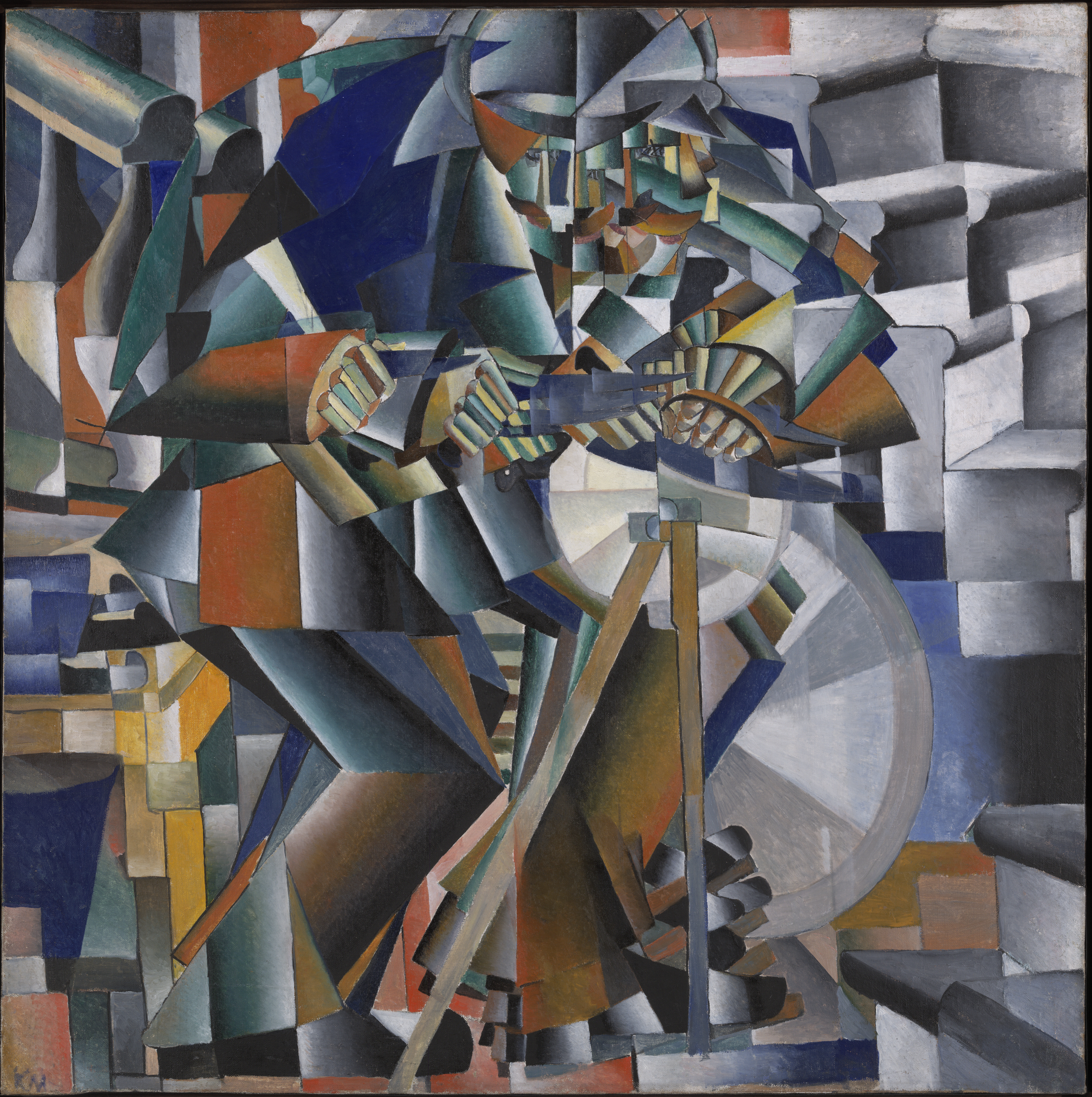
چاقوتراش (۱۹۱۲–۱۹۱۳)، اثر کازیمیر مالویچ، نمونه‌ای از چگونگی تلاقی کوبیسم و فوتوریسم برای ایجاد کوبوفوتوریسم، یک فرم هنری ترکیبی، است.

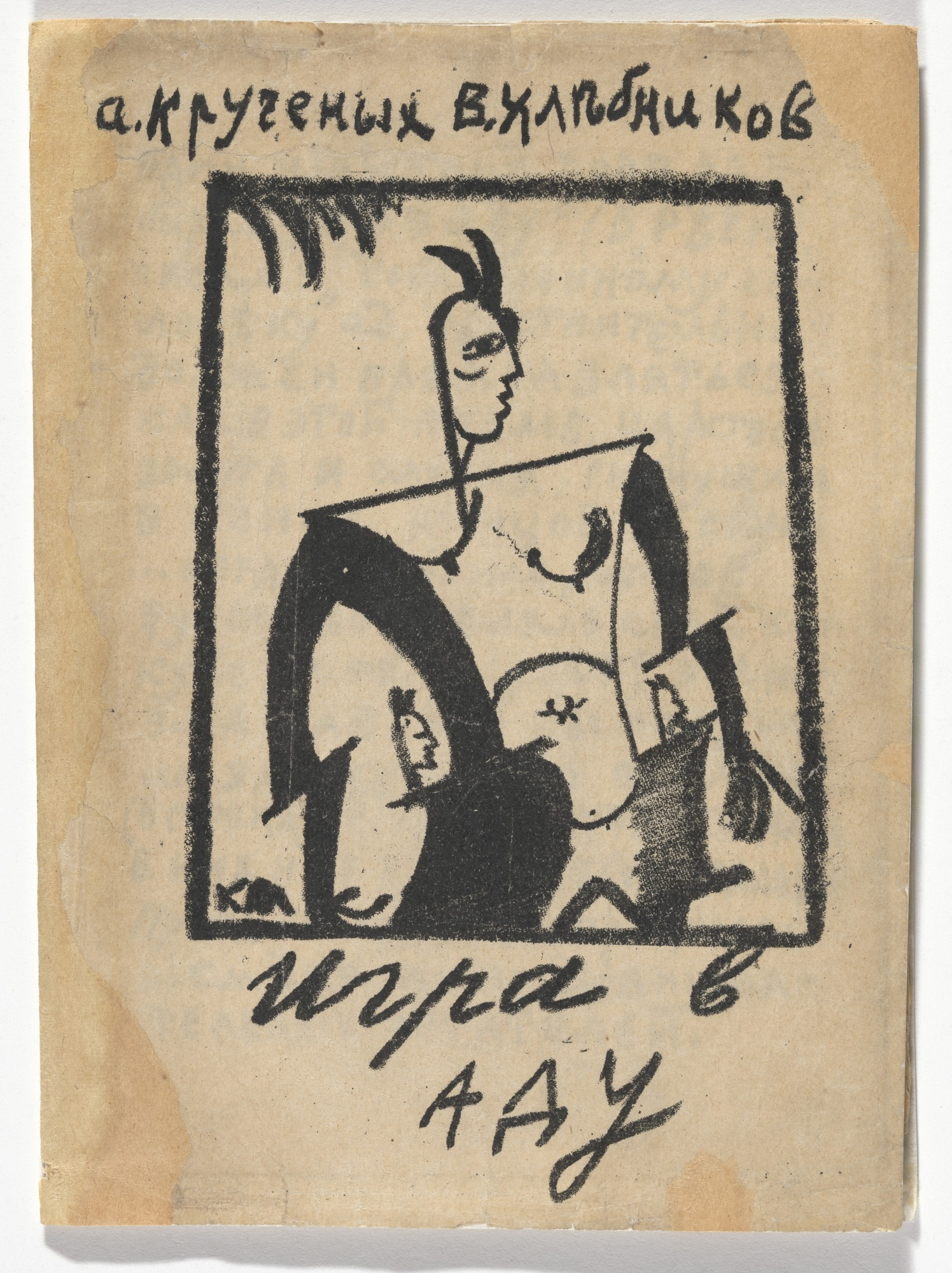
Игра в Аду (بازی در جهنم؛ چاپ مسکو ۱۹۱۴) نمونه‌ای از همکاری نویسندگان و هنرمندان تجسمی فوتوریست است. این اثر اشعار خلبنیکوف و کروچنیخ را با تصاویر جسورانه مالویچ و روزانووا در هم می‌آمیزد.

می‌توان گفت مهم‌ترین گروه فوتوریسم روسی در دسامبر ۱۹۱۲ متولد شد، زمانی که گروه ادبی مستقر در مسکو هیلیا (روسی: Гилея؛ [گیلیا]) (که در سال ۱۹۱۰ بدست دیوید بورلیوک و برادرانش در ملکشان در نزدیکی خرسون شکل گرفت و به سرعت واسیلی کامنسکی و ولیمیر خلبنیکوف، و در سال ۱۹۱۱ الکسی کروچنیخ و ولادیمیر مایاکوفسکی به آن‌ها پیوستند) مانیفستی را با عنوان «یک سیلی به صورت ذائقهٔ عمومی» (روسی: Пощёчина общественному вкусу) منتشر کرد. مانیفست فوتوریست روسی ایده‌های مشابهی با مانیفست مارینتی داشت، مانند رد ادبیات قدیمی به نفع ادبیات جدید و غیرمنتظره.
علاوه بر نویسندگان نامبرده، این گروه شامل هنرمندانی چون میخائیل لاریونوف، ناتالیا گونچارووا، کازیمیر مالویچ و اولگا روزانووا نیز می‌شد.
اگرچه هیلیا عموماً به‌عنوان تأثیرگذارترین گروه فوتوریسم روسی در نظر گرفته می‌شود، اما گروه‌های دیگری نیز در سن پترزبورگ (گروه اگو-فوتوریست ایگور سوریانین)، مسکو (تسنتریفوگا، با بوریس پاسترناک در میان اعضای آن)، کی‌یف، خارکوف و اودسا تشکیل شدند. در حالی که بسیاری از هنرها و هنرمندان برای ایجاد «فوتوریسم روسی» گرد هم آمدند، دیوید بورلیوک (متولد ۱۸۸۲، اوکراین) برای عمومی‌کردن جنبش آوانگارد و افزایش شهرت آن در اروپا و ایالات متحده شناخته می‌شود. بورلیوک شاعر، منتقد و ناشر روسی بود که جنبش روسیه را متمرکز کرد. در حالی که سهم او در هنر کمتر از همسالانش بود، او اولین کسی بود که بسیاری از شاعران و هنرمندان بااستعداد این جنبش را کشف کرد. بورلیوک اولین کسی بود که آثار ولیمیر خلبنیکوف را منتشر کرد و اشعار فوتوریستی ولادیمیر مایاکوفسکی را مورد تجلیل قرار داد. فوتوریسم روسی همچنین ایده‌هایی را از «کوبیسم فرانسوی» اقتباس کرد که نام «کوبوفوتوریست‌ها» را که توسط یک منتقد هنری در سال ۱۹۱۳ داده شد، ابداع کرد. کوبوفوتوریسم ایده‌هایی از «فوتوریسم ایتالیایی» و «کوبیسم فرانسوی» را برای ایجاد سبک ترکیبی خود از هنر تجسمی اتخاذ کرد. این سبک بر تجزیه فرم‌ها، استفاده از دیدگاه‌های مختلف، تقاطع سطوح فضایی و تضاد رنگ و بافت تأکید داشت. تمرکز بر نشان دادن ارزش ذاتی یک نقاشی بود، بدون اینکه به روایت وابسته باشد.

## مدرنیته
فوتوریست‌های روسی، مانند همتایان ایتالیایی خود، مجذوب پویایی، سرعت و بی‌قراری ماشین‌های مدرن و زندگی شهری بودند. آنها عمداً با رد هنر ایستا و ساکن گذشته، به دنبال ایجاد جنجال و کسب شهرت بودند. امثال پوشکین و داستایوفسکی، طبق کتاب «یک سیلی به صورت ذائقهٔ عمومی»، باید «از کشتی بخار مدرنیته به دریا انداخته شوند». آن‌ها هیچ مرجعی را به رسمیت نمی‌شناختند؛ حتی فیلیپو توماسو مارینتی، هنگامی که در سال ۱۹۱۴ برای تبلیغ این جنبش به روسیه رسید، از سوی اکثر فوتوریست‌های روسی که ادعا نمی‌کردند به او مدیون هستند، مانع ورودش شدند.

## سینما
سینمای فوتوریستی روسیه به جنبش فوتوریستی در سینمای شوروی اشاره دارد. سینمای فوتوریستی روسیه عمیقاً تحت تأثیر فیلم‌های فوتوریسم ایتالیایی (۱۹۱۶–۱۹۱۹) قرار داشت که بیشتر آنها امروزه از بین رفته‌اند. برخی از کارگردانانی که به عنوان بخشی از این جنبش شناخته می‌شوند عبارتند از: لف کولشوف، ژیگا ورتوف، سرگئی آیزنشتاین، وسولود پودوفکین و الکساندر داوژنکو. فیلم اعتصاب سرگئی آیزنشتاین توسط اولگا بولگاکووا به عنوان «هنر فوتوریستی مدرن به معنای واقعی کلمه» تلقی شد. بولگاکووا این نظریه را مطرح کرد که چگونه دوربین می‌تواند برداشت فرد از واقعیت را تغییر دهد و چگونه می‌تواند باعث شود که به نظر برسد زمان در طول فیلم در حال سرعت گرفتن یا کند شدن است.

## ادبیات و تایپوگرافی
برخلاف حلقه مارینتی، فوتوریسم روسی در درجه اول یک فلسفه ادبی بود تا یک فلسفه تجسمی. اگرچه بسیاری از شاعران (مایاکوفسکی، بورلیوک) به نقاشی می‌پرداختند، اما علایق آنها در درجه اول ادبی بود. با این حال، هنرمندان جاافتاده‌ای مانند میخائیل لاریونوف، ناتالیا گونچارووا و کازیمیر مالویچ از تصاویر دل‌انگیز اشعار فوتوریستی الهام می‌گرفتند و خود به خلق آثار منظوم می‌پرداختند. شاعران و نقاشان در آثار نوآورانه‌ای مانند اپرای فوتوریستی «پیروزی بر خورشید» با موسیقی میخائیل ماتیوشین، متون کروچنیخ و صحنه‌آرایی مالویچ همکاری کردند.

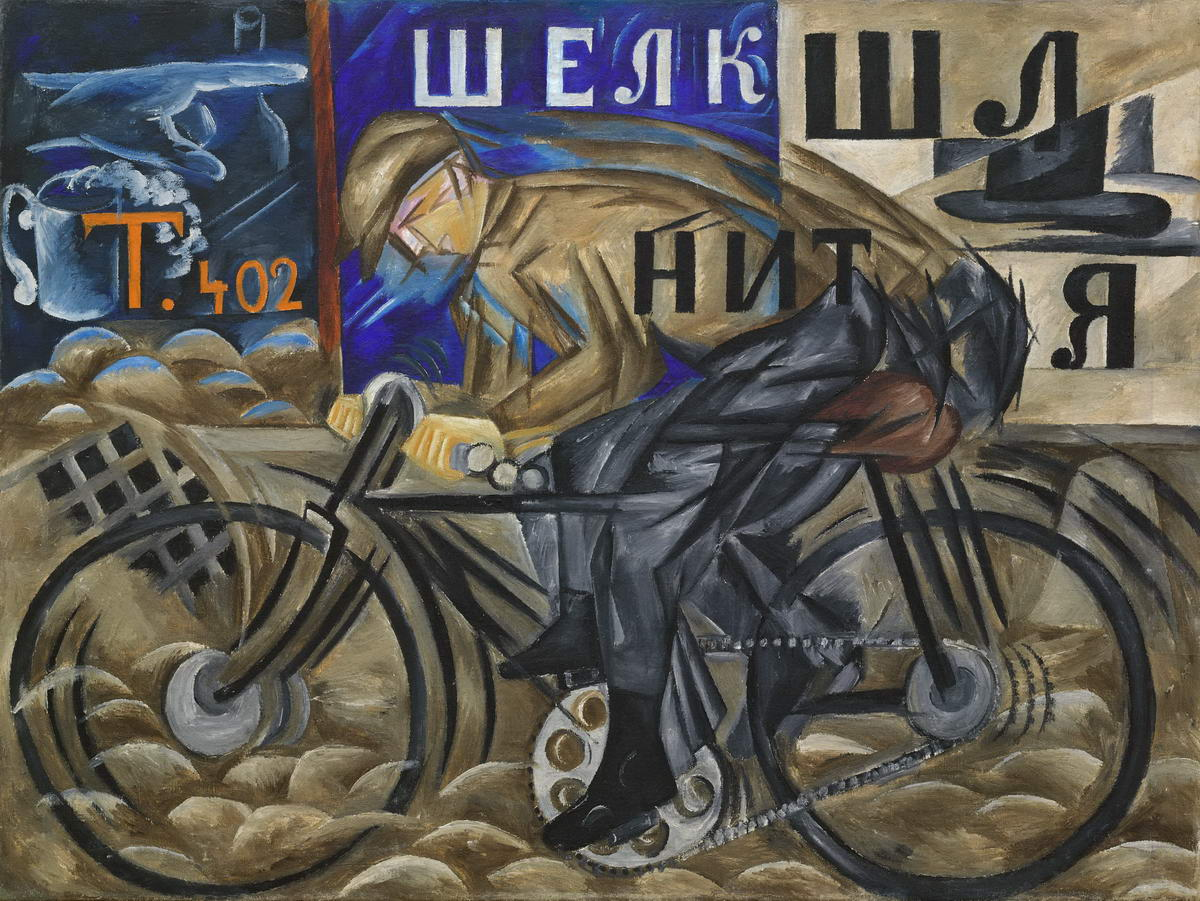
دوچرخه‌سوار (۱۹۱۳) اثر ناتالیا گونچارووا. این نقاشی نمونه‌ای از چگونگی تأثیر فوتوریسم روسی بر آثار بعدی اوست.

اعضای هیلیا دکترین کوبوفوتوریسم را بسط دادند و نام بودتلیانه (از کلمه روسی بودت به معنای «خواهد بود») را برای خود برگزیدند. آن‌ها اهمیت زیادی را به شکل حروف، در چیدمان متن در اطراف صفحه و در جزئیات تایپوگرافی می‌دادند. آنها معتقد بودند که هیچ تفاوت اساسی بین کلمات و اشیاء مادی وجود ندارد، از این رو شاعر باید کلمات را در اشعار خود مانند هنرمندی که رنگ‌ها و خطوط را روی بوم خود می‌چیند، مرتب کند. دستور زبان، نحو و منطق اغلب کنار گذاشته می‌شدند؛ بسیاری از نوواژه‌ها و کلمات معرفی می‌شدند؛ نام‌آوا به عنوان یک بافت جهانی شعر اعلام می‌شد. به ویژه خلبنیکوف «ترکیبی نامنسجم و آشفته از کلمات را که از معنای خود عاری شده و فقط برای صدایشان استفاده می‌شدند» که به عنوان زاوم شناخته می‌شود، توسعه داد.

## سیاست
با وجود تمام این تأکید بر آزمایش‌های رسمی، برخی از فوتوریست‌ها نسبت به سیاست بی‌تفاوت نبودند. به‌طور خاص، اشعار مایاکوفسکی، با حساسیت غنایی خود، برای طیف وسیعی از خوانندگان جذاب بود. او به شدت با کشتار بی‌معنی جنگ جهانی اول مخالفت کرد و انقلاب روسیه را به عنوان پایان آن شیوه سنتی زندگی که او و دیگر فوتوریست‌ها با شور و شوق آن را مسخره می‌کردند، ستود. اگرچه او هرگز عضو حزب کمونیست روسیه (RKP(b)) نبود، اما در اوایل سال ۱۹۱۹ در تلاش برای تأسیس کومفوت به عنوان سازمانی برای ترویج فوتوریسم وابسته به شاخه منطقه ویبورگ حزب فعال بود.

## قطارهای تبلیغاتی بلشویک‌ها
خبرنگار جنگ، آرتور رانسوم، و پنج خارجی دیگر در سال ۱۹۱۹ به همراه بوروف، سازمان‌دهندهٔ آن‌ها، برای دیدن دو قطار تبلیغاتی بلشویک‌ها برده شدند. سازمان‌دهنده ابتدا تابلوی «لنین» را که یک سال و نیم پیش نقاشی شده بود، به آنها نشان داد.
همان‌گونه که تابلوهای تبلیغاتی در حال محو شدن در خیابان‌های مسکو هنوز گواهی می‌دهند، هنر انقلابی تحت سلطه جنبش فوتوریسم بود. هر کالسکه با تصاویر بسیار چشمگیر اما نه چندان قابل فهم با درخشان‌ترین رنگ‌ها تزئین شده بود، و پرولتاریا فراخوانده می‌شد تا از آنچه عموم هنرمندان پیش از انقلاب عمدتاً از درک آن عاجز بودند، لذت ببرد. تصاویر آن «هنر برای هنر» است و نمی‌توانست کاری بیش از شگفت‌زده کردن و شاید وحشت‌زده کردن دهقانان و کارگران شهرهای روستایی که شانس دیدن آن‌ها را داشتند، انجام دهد.
«قزاق سرخ» کاملاً متفاوت بود. همان‌طور که بوروف با رضایت عمیق بیان کرد: «در ابتدا ما در دست هنرمندان بودیم و اکنون هنرمندان در دست ما هستند». در ابتدا هنرمندان آنقدر انقلابی بودند که در مقطعی بوروف برخی از فوتوریست‌ها را «دست‌وپا بسته» به وزارت فرهنگ پرولتاریا تحویل داده بود، اما اکنون «هنرمندان تحت کنترل مناسب قرار گرفته‌اند».
سه قطار دیگر «سوردلوف»، «انقلاب اکتبر» و «شرق سرخ» بودند.

## افول

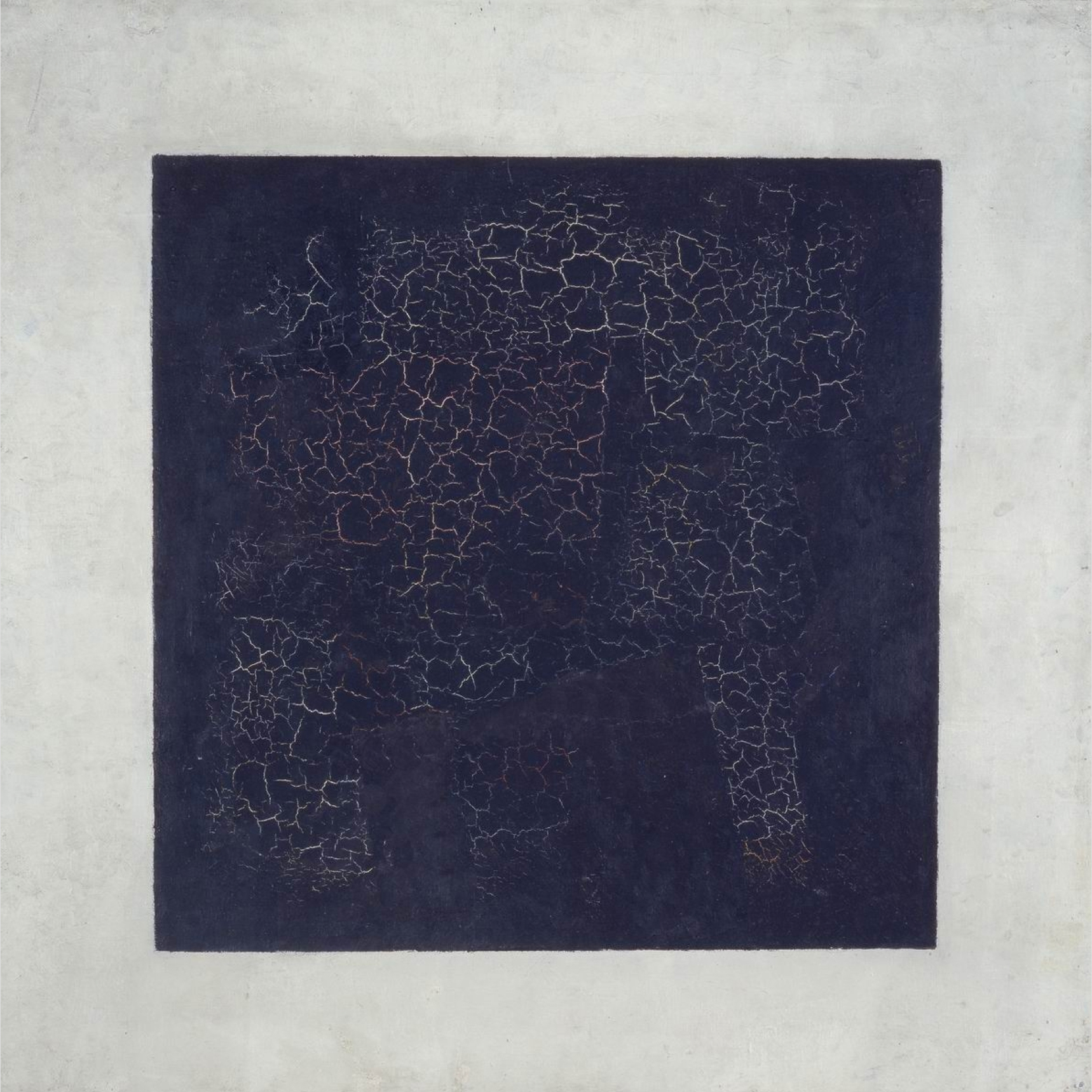
تابلوی «مربع سیاه» (۱۹۱۵) اثر کازیمیر مالویچ، در نمایشگاه «۰٬۱۰»، آخرین نمایشگاه نقاشی‌های فوتوریسم روسی، به نمایش درآمد. این نمایشگاه از ۱۹ دسامبر ۱۹۱۵ تا ۱۷ ژانویه ۱۹۱۶ برگزار شد.

پس از به قدرت رسیدن بلشویک‌ها، گروه مایاکوفسکی - که توسط آناتولی لوناچارسکی، کمیسر بلشویک برای آموزش، حمایت می‌شد - آرزوی تسلط بر فرهنگ شوروی را داشت. نفوذ آنها در سال‌های اول پس از انقلاب بسیار زیاد بود، تا اینکه برنامه آنها - یا بهتر است بگوییم فقدان آن - مورد انتقاد شدید مقامات قرار گرفت. در دسامبر ۱۹۲۰، کمیته مرکزی حزب کمونیست رسماً فوتوریسم را در میان جنبش‌های هنری که «با مارکسیسم دشمنی داشتند» محکوم کرد. زمانی که اتحادیه برای هنر واقعی (OBERIU) در اواخر دهه ۱۹۲۰ تلاش کرد برخی از اصول فوتوریستی را احیا کند، جنبش فوتوریستی در روسیه پیشاپیش به پایان رسیده بود. مبارزترین شاعران فوتوریستی یا درگذشتند (خلبنیکوف، مایاکوفسکی) یا ترجیح دادند سبک بسیار فردی خود را با الزامات و روندهای متعارف‌تر تطبیق دهند (آسیف، پاسترناک). افول فوتوریسم را می‌توان در روسیه نیز مشاهده کرد، زمانی که کروچنیخ در سال ۱۹۲۸ تلاش کرد کتاب «پانزده سال فوتوریسم روسی ۱۹۱۲–۱۹۲۷» را منتشر کند و حزب کمونیست به روشنی اعلام کرد که نمی‌خواهد فوتوریسیم در ادبیات شوروی هیچ نفوذی داشته باشد. این امر نشانگر سقوط ناگهانی نوشته‌های کروچنیخ و فوتوریسم به عنوان یک جنبش ادبی بود.